# Marie Corridon
Marie Louise Corridon (geboren 5. Februar 1930 in Washington, D.C.; gestorben 26. Mai 2010 in Norwalk, Connecticut), verheiratete Marie Corridon Mortell, war eine US-amerikanische Schwimmerin.

## Leben und Karriere
Corridon wurde 1930 in Washington, D.C. geboren, wo ihr Vater als Chirurg arbeitete. Bald darauf zog die Familie nach Norwalk, Connecticut, wo der Vater eine eigene Praxis eröffnete.
Corridon lernte im Alter von fünf Jahren im The Longshore Club in Westport, Connecticut, Schwimmen. Sie besuchte die Pfarrschule St. Josephs in Norwalk und später die Sacred Heart Academy in Stamford sowie das Marymount Manhattan College in New York City.
1948 wurde sie bei den US-amerikanischen Kurzbahnmeisterschaften Siegerin über 100 Yards Freistil und stellte dabei einen neuen nationalen Rekord auf. Zwei Jahre später gelang ihr der erneute Titelgewinn über dieselbe Distanz.
1948 trat sie in Detroit bei den US-amerikanischen Ausscheidungen zu den Olympischen Sommerspielen über 100 Meter Freistil an und belegte hinter Ann Curtis den zweiten Platz. Damit qualifizierte sie sich für die Spiele in London. Dort konnte sie in dieser Disziplin das Halbfinale erreichen, in dem ihre Zeit von 1:08,9 Minuten jedoch nicht für den Finaleinzug reichte.
Einen größeren Erfolg konnte sie als Teil der US-amerikanischen 4-mal-100-Meter-Freistilstaffel feiern. Gemeinsam mit Thelma Kalama, Brenda Helser und Ann Curtis gewann sie in einer neuen olympischen Rekordzeit von 4:29,2 Minuten die Goldmedaille.
Nach ihrer Karriere arbeitete Corridon für das Nationale Olympische Komitee als Assistentin des Präsidenten Avery Brundage. Außerdem war sie am Walter-Reed-Militärkrankenhaus und später am Norwalk Hospital in der Administration und Öffentlichkeitsarbeit angestellt.
Corridon war mit William Mortell verheiratet und hatte sieben Kinder, von denen einige ebenfalls aktive Schwimmerinnen waren.